# Direktreduktionsverk
Ett direktreduktionsverk är en typ av verk som används vid direktreduktion (DR) av järnmalm till direktreducerat järn (DRI). Reduktion av järnmalm i fast fas är historiskt den äldsta metoden för att få stål, då tidiga ugnar (blästerugnar) var oförmögna att nå den temperaturer som krävs för att framställa en järnsmälta.

## Verkstyper
Vissa äldre typer av ugnar överlevde in på 1800-talet, som exempelvis Katalansk ugn. I dagens direktreduktionsverk används dock främst naturgas som reduktionsmedel. Metoden är vanlig i länder som har tillgång till naturgas, så som exempelvis i Venezuela, USA och länder i  Mellanöstern. Nedan beskrivs några verkstyper kort. 

### Midrex
Processen utvecklades av Midland-Ross Co., som senare blev Midrex Technologies, Inc. Ett pilotverk byggdes i Toledo, Ohio, år 1967. Det första kommersiella verket byggdes i Portland i Oregon år 1969, med en produktionskapacitet på 150 000 per år. 1983, blev Midrex Technologies, Inc. ett helägt dotterbolag till Kobelco. Midrex är den vanligaste typen av direktreduktionsverk. År 2008 skedde 52,8 % av all direktreduktionsproduktion med Midrexverk.

### HyL
HyL är idag den näst vanligaste typen av direktreduktionsverk.

### GreenIron
Processen utvecklades av Hans Murray på 1960- och 1970-talet men intresset för koldioxidfri teknik var då lågt. Bolaget GreenIron grundades efter Parisavtalet och processen vidareutvecklades, företaget har därefter varit omskrivet i olika medier. Tekniken bygger på batch-processning av metaller och kan reducera flera olika metalloxider. Med denna unika möjlighet och fokus på återvinning av avfall och biprodukter från metallindustrin utsågs GreenIron till ett av Sveriges 33 mest lovande start-ups. GreenIron har i början av 2023 annonserat att deras första kommersiella anläggning kommer finnas i Sandviken med produktionsstart under 2023.

### Krupp-Renn processen
Under åren 1930 till 1970 användes Krupp-Renn-processen för direktreduktion. Metoden använde sig av en roterugn för att reducera järnmalmen.

### Höganäsprocessen
Höganäsprocessen är en annan process som började användas runt 1950.

### SL/RN
Stelco-Lurgi/Republic Steel-National Lead (SL/RN)-processen är en verkstyp som använder kolreduktant.

### Fastmet
Sedan år 2000 har Midrex Technologies utvecklat Fastmetprocessen, vilken reducerar fines eller stålverksskrot till metalliskt järn i en rotary hearth furnace (RHF) med hjälp av stenkol.

### Fastmelt
År 1995 byggde Midrex Technologies ett verk av typen Fastmelt. Den process som benämns som Fastmelt är i princip av typen Fastmet, och i anslutning till detta en ljusbågsugn (electric arc furnace, EAF). Fördelen med en EAF i direkt anslutning är att produkten inte hinner svalna av mycket, vilket ger en stor energibesparing.